# Blatská stezka
Naučná stezka Borkovická blata (NS) se nachází v části Soběslavsko-veselských blat v oblasti mezi obcemi Mažice, Komárov, Vlastiboř, Vesce. Část zdejších blat o rozloze necelých 55 ha byla v roce 1980 vyhlášena chráněným územím – přírodní rezervací Borkovická blata; symbolem NS je vzácná rostlina-masožravá rosnatka okrouhlolistá. Stezka o délce 5,5 km byla pro veřejnost otevřena 8. srpna 1980. Zásluhu na jejím zbudování měl zejména pedagog RNDr. Jiří Bumerl a tehdejší jeho žáci na Střední zemědělské škole v Táboře. NS je určena pěším návštěvníkům (doba prohlídky bývá kolem 2 hodin), z větší části ji mohou využívat i cyklisté. V seznamu tras KČT má číslo 3397.

## Popis trasy
Výchozí místo k NS je z parkoviště na převážně lesem vedoucí silnici mezi obcemi Vesce (2 km západně od Soběslavi) a Mažice při pravé straně silnice. Od něj vede značená cesta (asi 500 m) k vlastnímu začátku stezky. Stezka má „zastávky“, na nichž je návštěvník na informačních tabulích seznamován s rázovitou blatskou kulturou, způsoby těžby rašeliny a následnými rekultivacemi, s rostlinným pokryvem rašeliniště i s jednotlivými druhy flóry rostoucí na blatech. Dominující jsou borovice-blatka a lesní; keříky-rojovník bahenní, vlochyně, klikva bahenní; z vzácných pak např. masožravá rosnatka okrouhlolistá. Trasa stezky vede z větší části po povalovém chodníku mezi lesním porostem.
V roce 2007 byl instalován vylepšený informační systém, na rozcestích jsou výrazné šipky, u parkoviště, odpočívadla a větších rozcestích přehledné mapky NS, šipky vedou také k prostoru vytěženého ruční těžbou, i na území revitalizovaného rašeliniště po bývalé průmyslové těžbě. K deseti zastavením přibylo osm, s popisem typické rašeliništní flóry.

### Externí odkazy

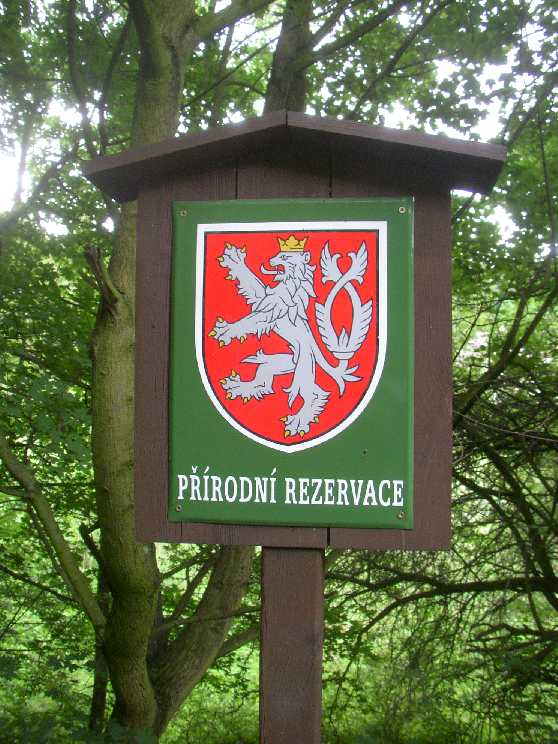
Označení území Přírodní rezervace
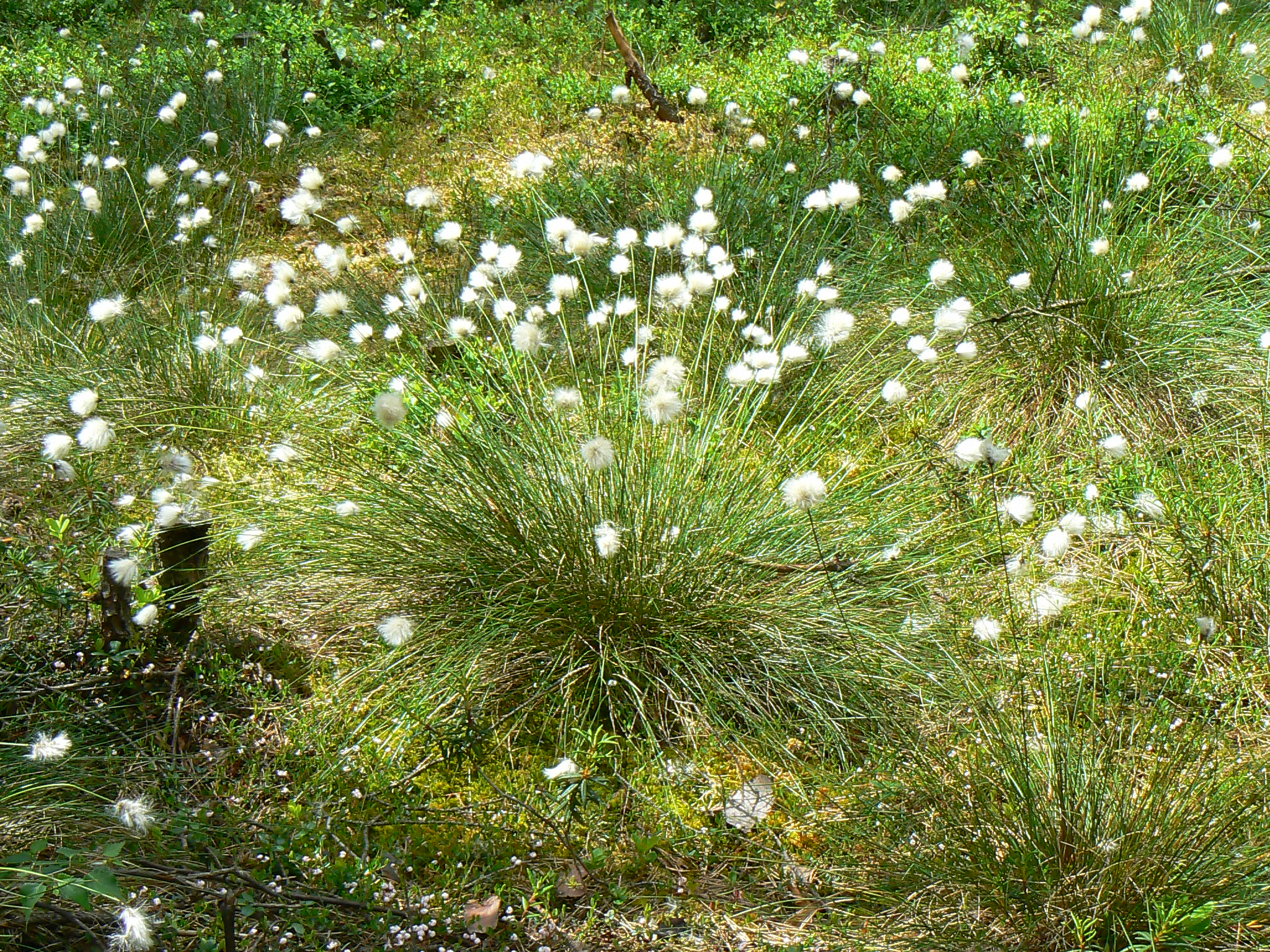
Suchopýr pochvatý
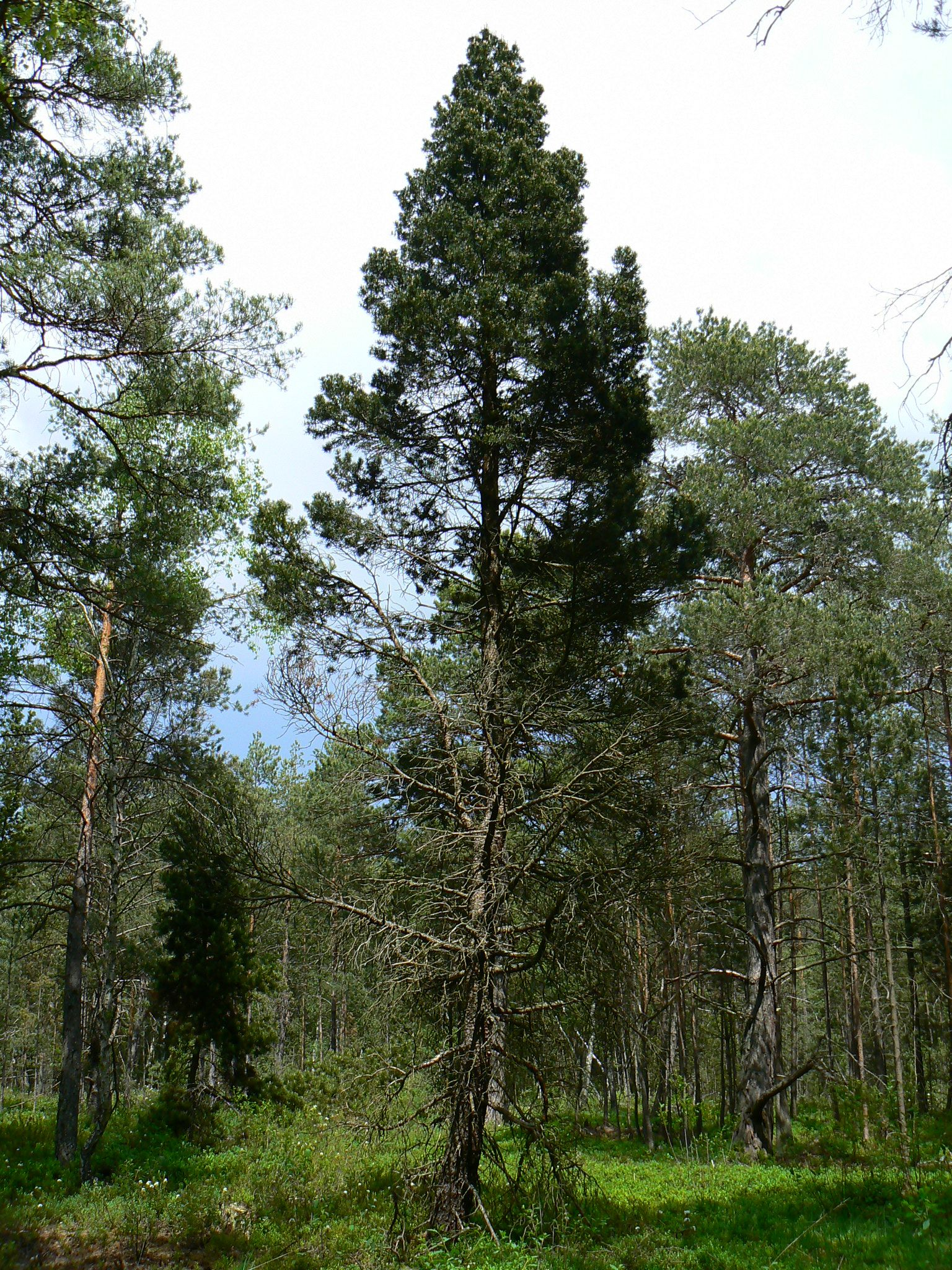
Borovice blatka (borovice zobanitá)
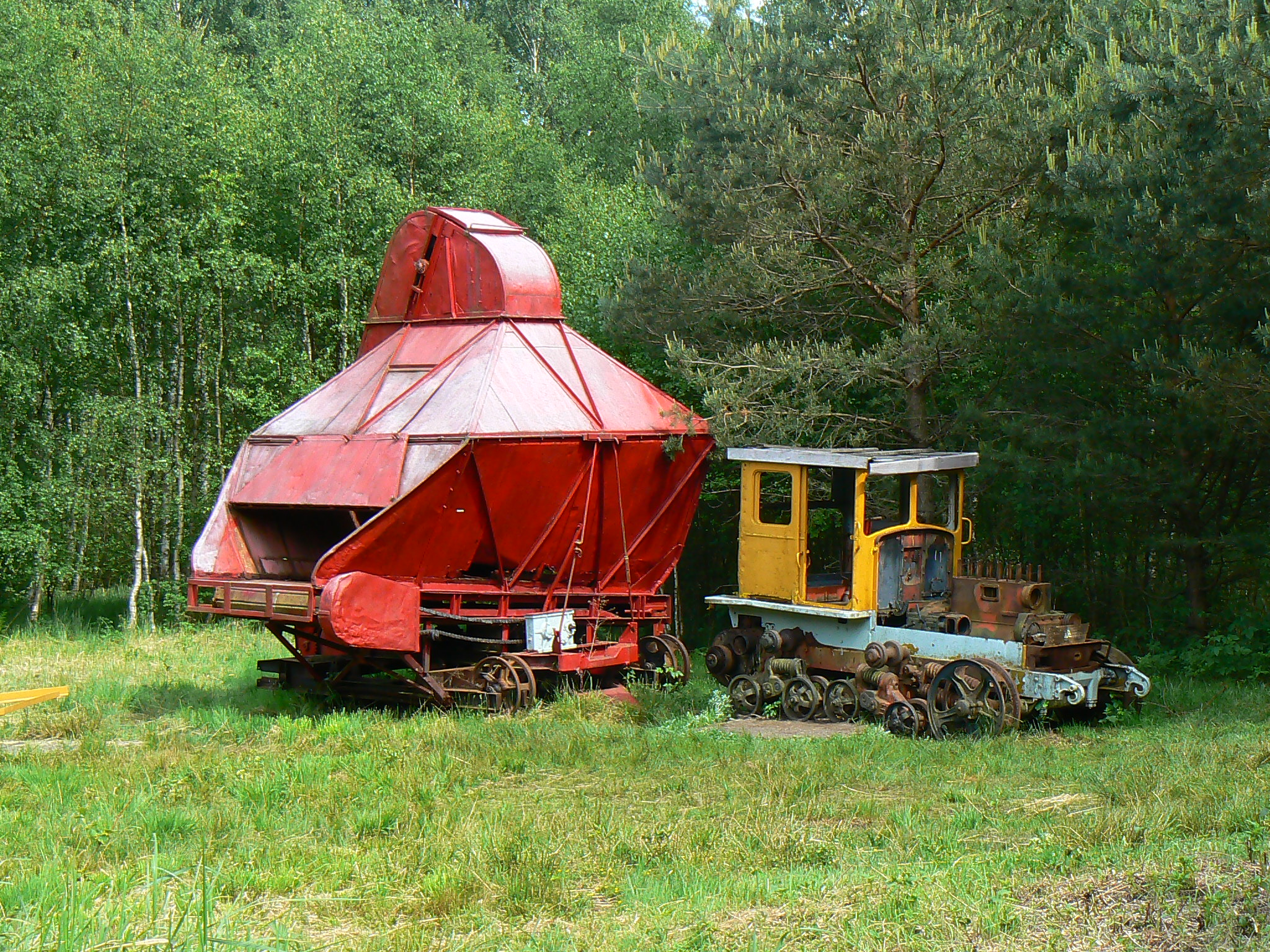
Stroj na rašelinu